# Tom Jeffords

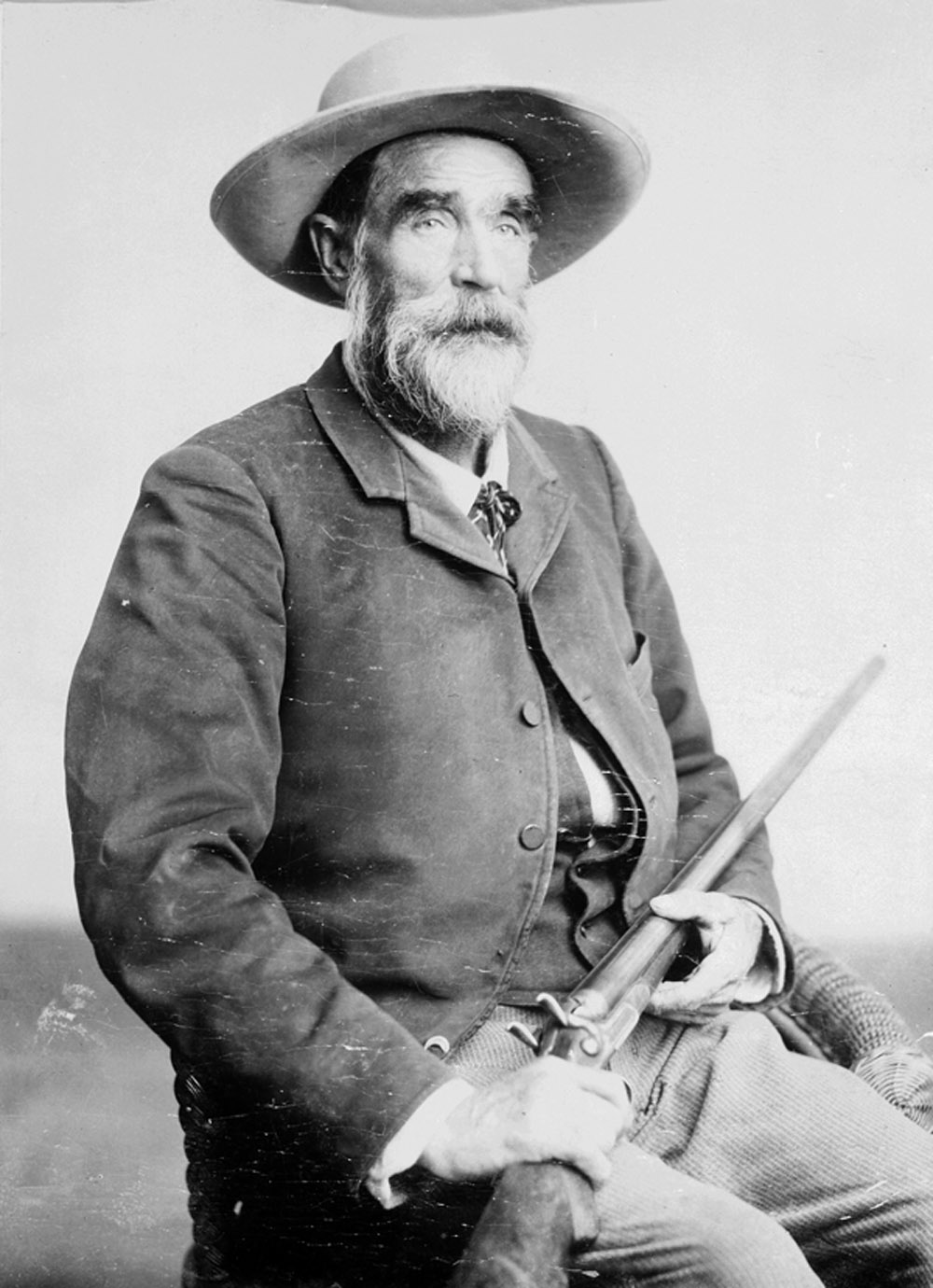
Thomas Jonathan Jeffords

Thomas Jonathan Jeffords (* 1. Januar 1832 in Chautauqua County (New York); † 19. Februar 1914 in Tucson, Pima County, Arizona) war ein Späher, Indianeragent, Vermittler für die US-Armee, Hilfssheriff von Tombstone, Goldsucher und Postkutschenfahrer. Er war auch Besitzer einer kleinen Relaisstation des Pony-Express, gelegen in der Nähe des sogenannten Apache Passes zu Füßen der Chiricahua Mountains.

## Familie
Thomas Jeffords wurde als viertes von 13 Kindern des Eben Rockwood Jeffords und der Amira Wood im Chautauqua County (New York) geboren. Er selbst blieb unverheiratet. Sein Grab befindet sich im Evergreen Memorial Park in Tucson.

## Leben und Karriere
Als junger Mann fuhr Jeffords schon mit Dampfschiffen auf den Flüssen Mississippi und Missouri. Als Arbeiter verdiente er sich 1858 beim Straßenbau von Leavenworth (Kansas) nach Denver (Colorado) seinen Lebensunterhalt. Anschließend kam er im Frühjahr 1858 nach Taos (New Mexico). Im Herbst 1859 beteiligte er sich an einer Prospektion in den San Juan Mountains.
Im Sezessionskrieg nahm er an der Schlacht von Valverde im Val Verde County (20.–21. Februar 1862) und an der Schlacht am Glorieta-Pass (26.–28. März 1862) teil. Im Sommer 1862 war er mit Depeschen von General E. R. S. Canby aus Fort Thorn nach Tucson zu Oberst J. H. Carleton unterwegs.
Nach dem Bürgerkrieg begann der Handel mit den Apachen in New Mexico. Jeffords wurde Fahrer und später Leiter (Superintendent) der Postlinie zwischen Fort Bowie und Tucson.

Aufgrund der geschichtlichen Umstände, die zu Auseinandersetzungen zwischen Einwanderern und Apachen führten, nahmen Ausfälle von Postreitern in Jeffords’ Diensten zu. Ab 1871 wurden innerhalb von 16 Monaten 14 Postkutschenfahrer durch Pfeile aus dem Hinterhalt von den Apachen verwundet oder erschossen. Jeffords erlernte schon als Scout ansatzweise die Apachensprache. Als er kurz vor dem Ruin stand, beschloss er ein Gespräch mit dem Häuptling Cochise zu führen. Er bestieg sein Pferd und ritt alleine in die unwegsamen Schluchten und Täler der Dragoon Mountains. Cochise stand zu diesem Zeitpunkt im Kampf mit den europäischen Eindringlingen.

Der Ritt Jeffords’ glich deshalb in den Augen der meisten Zeitgenossen, gleichgültig ob Indianer oder Weißer, einem Selbstmord und, da den Apachen extremste Gräueltaten an gefangenen Weißen nachgesagt wurden, zudem einem Ritt in einen grausamen Tod. Jeffords benötigte mehrere Tage, bis er auf Späher von Cochise stieß, die den Auftrag hatten, den einsamen „Verrückten“ zu ihrem Häuptling zu bringen. Im Lager von Cochise und seinen Leuten angekommen, ging Jeffords ohne Zögern und ohne ein einziges Anzeichen der Angst ans Feuer des Häuptlings und sprach ihn direkt an. Er schilderte dem verblüfften Häuptling der Chiricahua die Not, die ihm die Ausfälle seiner Reiter und der durch sie transportierten Post bereitete. Er bat den Häuptling, seine Ponyreiter in Zukunft zu verschonen. Als Gegenleistung bot Tom Jeffords dem Häuptling seine lebenslange Freundschaft an.

Cochise, der nichts mehr bewunderte als den Mut eines tapferen Mannes, gab Jeffords das Versprechen, dass seine Krieger die Reiter des Pony Express nicht nur verschonen würden, die Chiricahua würden außerdem gegen andere Feinde der Postreiter vorgehen. Und er hielt Wort. Unter der schützenden Hand Cochise’ ritten fortan Jeffords’ Reiter durch das Gebiet der Apachen. Auch Jeffords hielt Wort. Bis zum Tod von Cochise († 8. Juni 1874) hielt er treu die Freundschaft und wurde sogar sein Blutsbruder. Unter anderem vermittelte er zwischen Cochise und der US-Armee zum Frieden nach langen Jahren des Apachenkrieges.
In Tombstone war Jeffords im November 1882 als Hilfssheriff tätig. Auch auf der Suche nach Geronimo während der „Geronimo Campaign“ diente er unter dem Kommando von General Miles als Scout bis 1886.

## Lebensende

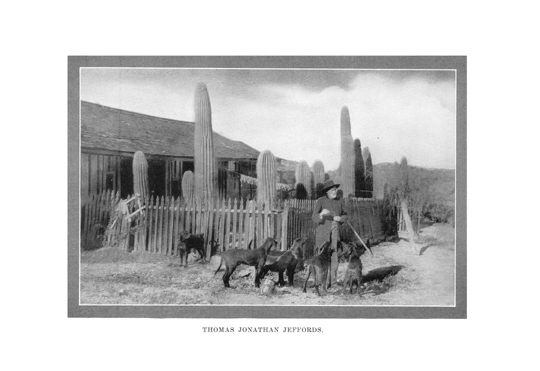
Jeffords vor seinem Haus

Die letzten 22 Lebensjahre verbrachte Jeffords auf seiner Ranch in der Nähe seiner Mine am Owl Head Buttes (Eulenkopfhügel) in den Tortolita-Bergen nördlich von Tucson. Er starb dort einsam in seinem Haus am 19. Februar 1914. Im Tucson Evergreen Friedhof fand er seine letzte Ruhestätte. Die Vereinigung der National Society Daughters of the American Colonists stiftete ihm 1964 einen neuen Grabstein.

## Trivia
Die Geschichte von Tom Jeffords, General Oliver Otis Howard, Cochise und den Apachenkriegen wurde 1947 in dem auf historischen Tatsachen basierenden Buch Blood Brother von Elliott Arnold erzählt, das 1950 für den Film Der gebrochene Pfeil adaptiert wurde. 1956 kam die Geschichte als Serie mit 72 Folgen ins Fernsehen.

Den Stellenwert, den Jeffords als Scout und Vermittler für die Armee einnahm, wird an seinem Gehalt von 50.000 Dollar erkennbar, da andere Scouts/Vermittler (Indianer–Agent) für den gleichen Zeitraum nur für 10.000 Dollar verpflichtet wurden.
Laut Aussage von „Winnetou“-Darsteller Pierre Brice in der Quizshow „Was bin ich“ von 1982 war die Freundschaft und Blutsbrüderschaft zwischen Jeffords und dem Häuptling Cochise die reale Vorlage für Karl Mays Old Shatterhand und Winnetou.